# Une visite nocturne
Une visite nocturne est une nouvelle fantastique de Théophile Gautier, publiée pour la première fois en février 1843.

## Résumé
Un soir, le narrateur rencontre son ami l'inventeur qui s'exerce à voler. L'homme de sciences vient en effet de concevoir une extraordinaire machine.

## Éditions
- 1843 : Une visite nocturne : Les Guêpes, revue satirique d'Alphonse Karr
- 1865 : Une visite nocturne, La Peau de tigre (éditeur Lévy)
- 1873 : Une visite nocturne, Contes humoristiques (éditeur Charpentier)